# Поташников Давид Семенович
Давид Семенович Поташников (біл. Давід Сямёнавіч Паташнікаў; нар. 9 січня 1949, Київ) — білоруський архітектор.

## Біографія
Закінчив Білоруський політехнічний інститут у 1972 році. З 1972 року — архітектор, старший архітектор БілНДІПмістобудування.
Член Спілки архітекторів СРСР з 1977 року. Проживає в Мінську.

## Творчість
Основні роботи: генплани Кобрина (1980), Івацевичів (1982), Давид-Городка (1984), проект планування і забудови району індивідуального будівництва Лепеля (1985); в авторському колективі: проекти планування і забудови Центральної площі Мінська (1976), забудови центру Житомира (1977), ПДП Південно-Західного житлового району Берестя (1978).